# Мой (річка)
Мой (англ. Moy, ірл. Abhainn na Muaidhe) — річка в Ірландії. Бере свій початок в горах Окс (англ. Ox) на висоті близько 500 м, протікає через графства Слайго та Мейо. Впадає в затоку Кіллайла (англ. Killala) Атлантичного океану. Довжина річки близько 90 км.
У своїй течії річка проходить через історичне місто Балліна, а також численні руїни, церкви та абатства, що робить її популярною серед туристів.
Річка була колись одним з найкращих лососевих промислів у Європі, однак, останнім часом, промислова риболовля біля берегів Ірландії, викликала значне зниження популяції лосося.

## Галерея

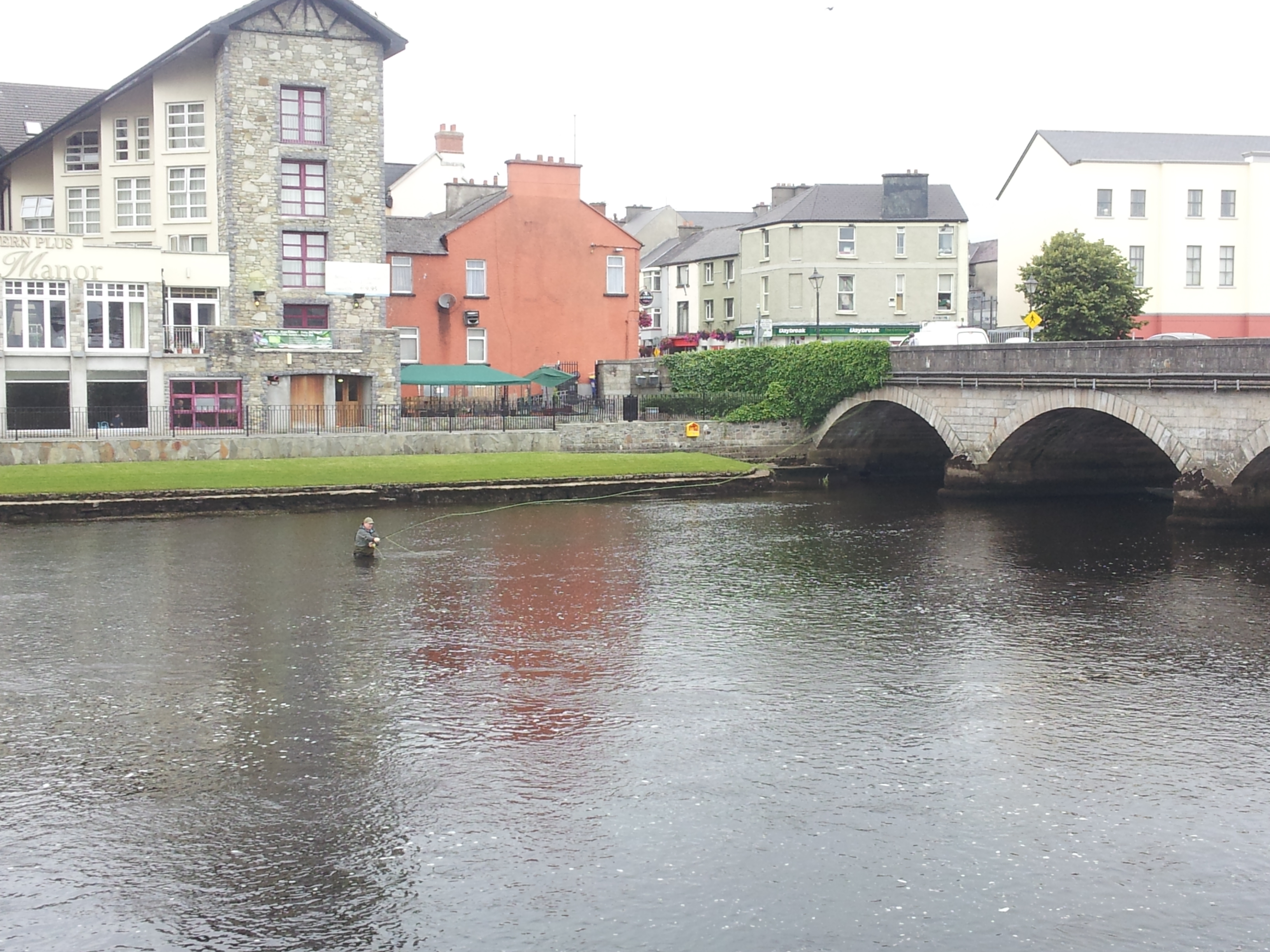
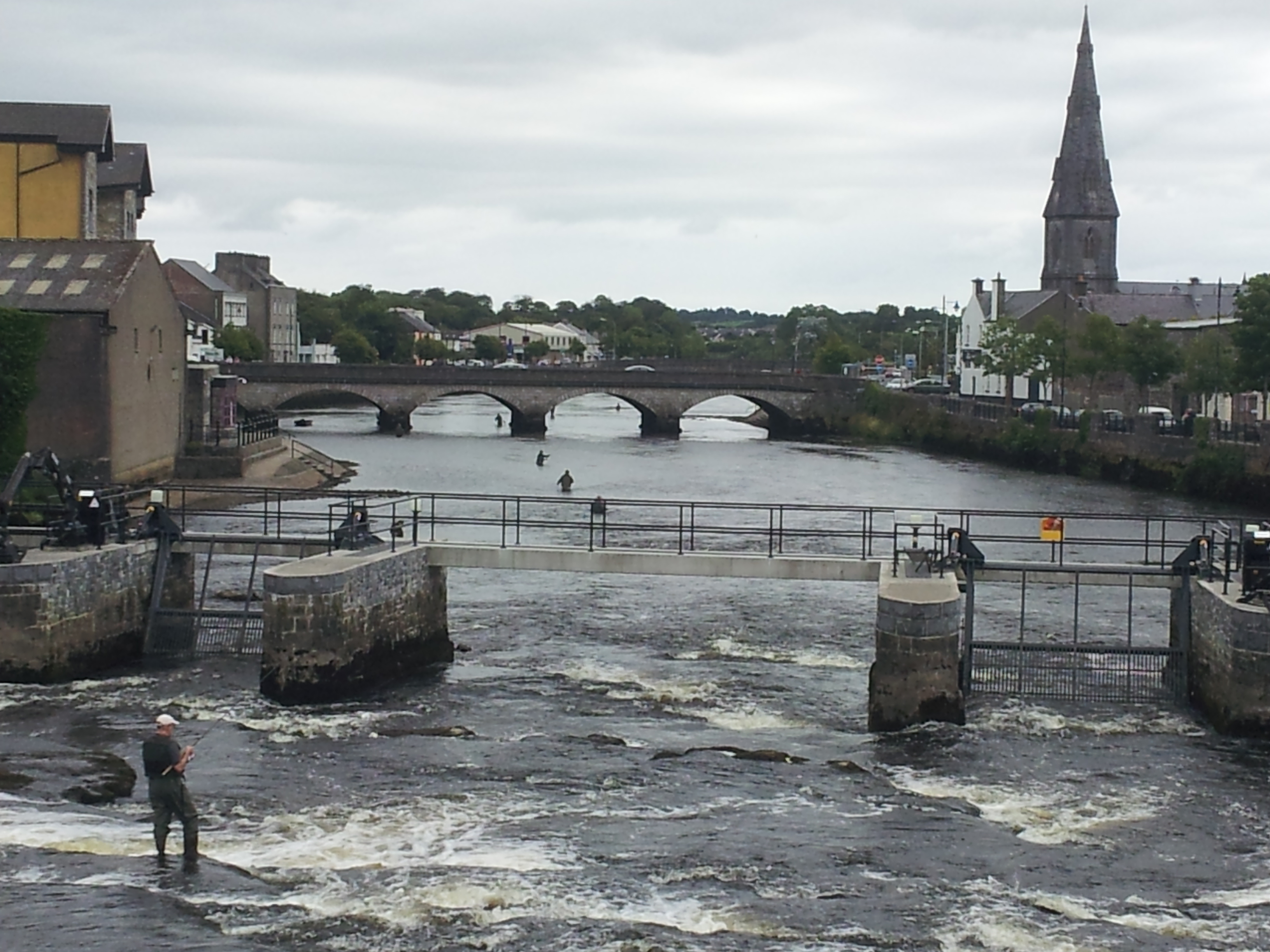
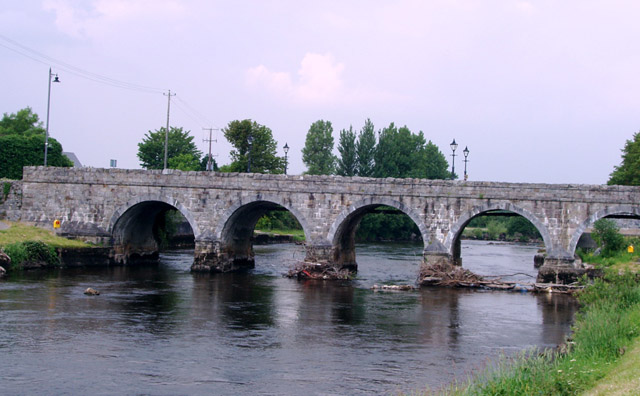
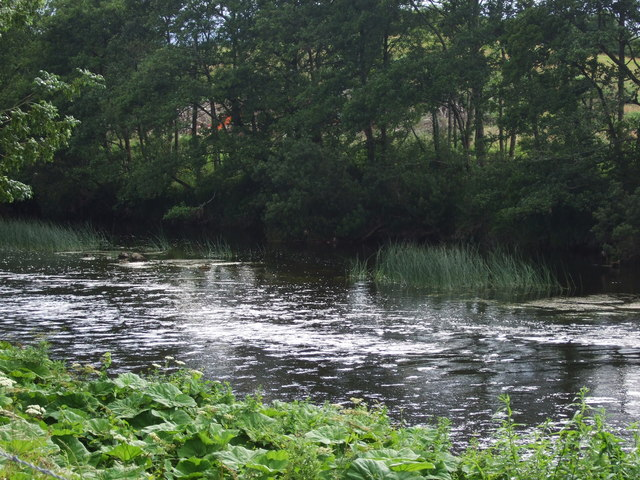
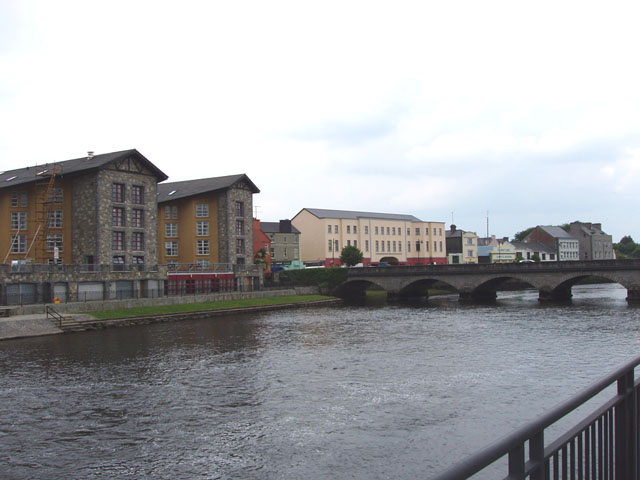